# Sýrový koláč
Sýrový koláč je koláč s náplní ze sýra. K různým sýrům užívaným k přípravě koláčů patří především různé čerstvé sýry jako tvaroh (slovansky a německy mluvící země), anari (Kypr), lor (Turecko), manouri (Řecko), ricotta (Itálie), brocciu (Korsika) nebo Urdă (Rumunsko). K nejstarším dokladům o existenci sýrových koláčů může být krátká zmínka v Catově De agri cultura z 2. století př. n. l.. Mezi různé varianty sýrových koláčů patří americký New York–style cheesecake, polský sernik, německý Käsekuchen, švédská ostkaka, neapolská La pastiera, britský Yorkshire curd tart, ruská pascha nebo indický karrah panir.

## Anglicky mluvící země
Recept na sýrový koláč se objevuje už v nejstarší anglické kuchařce Forme of Cury z roku 1390, v tom je užit čerstvý sýr. Sýry se mísily se žloutkem, cukrem a kořením, někdy i sekaným masem nebo sušeným ovocem a pak se pekly v obalu z těsta. Někdy se také používalo brie dovážené z Francie, nebo tvrdý sýr. Později se termínem cheesecake rozuměl také nákypy či pudinky z čerstvého sýra. Typický cheesecake se skládá z korpusu z těsta a náplně ze sýra, zpravidla podobného tvarohu, který je smíchán se žloutky či moukou aby se sýr dál nesrážel během pečení.
Moderní severoamerický cheesecake se skládá z korpusu z nadrolených sušenek, typicky grahamových krekrů, který někdy zůstává nepečený, a je plněn jemným čerstvým sýrem jako je Philadelphia, někdy doplněným o želatinu. Cheesecake v newyorském stylu má náplň doplněnou tučnou smetanou, chicagský se vyznačuje pevnější krustou, philadelphský je spíše lehčí a v Pennsylvania Dutch cheesecake se používá čerstvý sýr podobný cottage sýru.
Přes své jméno není cheesecake v pravém smyslu cake, ale tart.

## Galerie

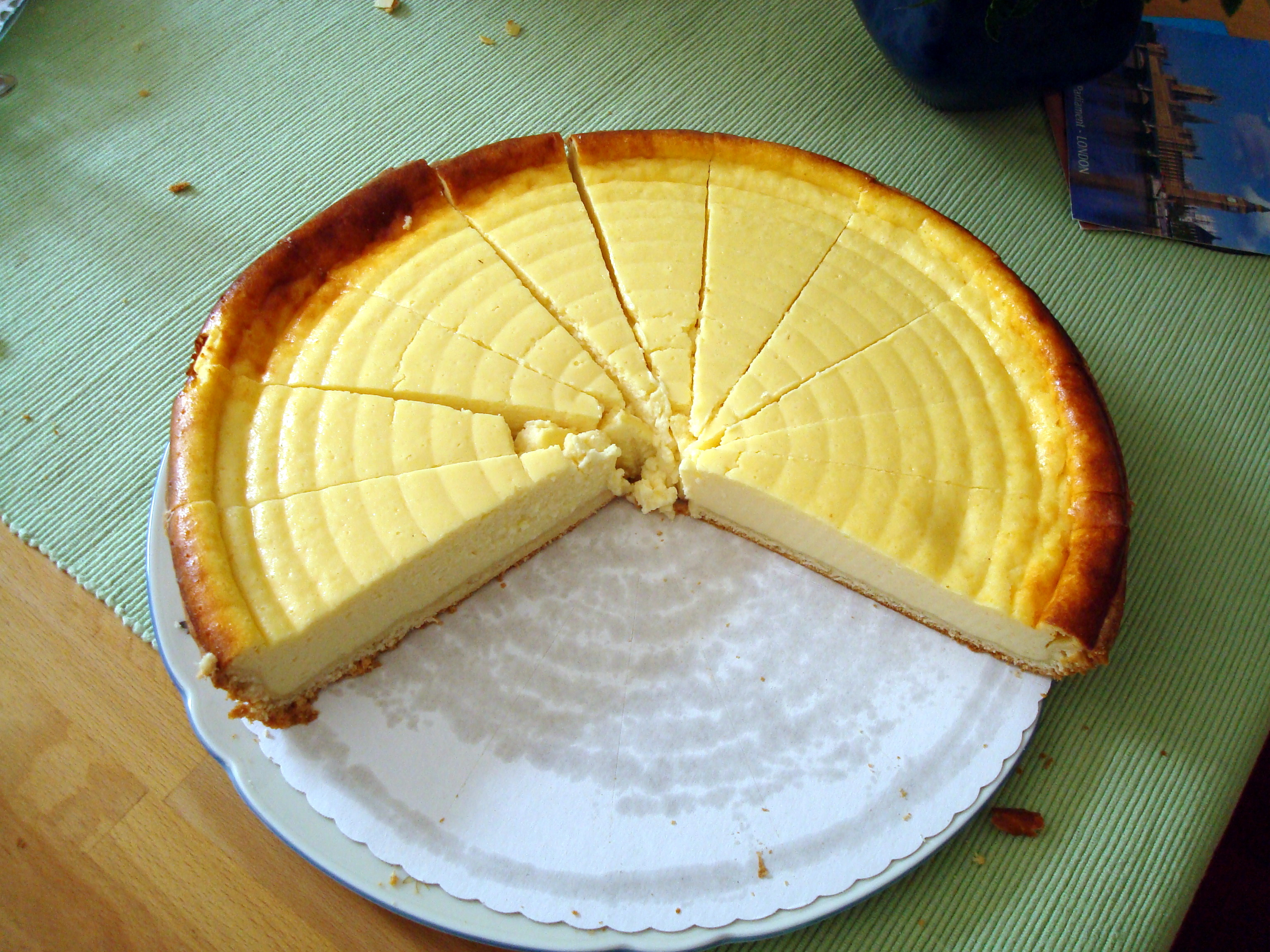
Německý Käsekuchen
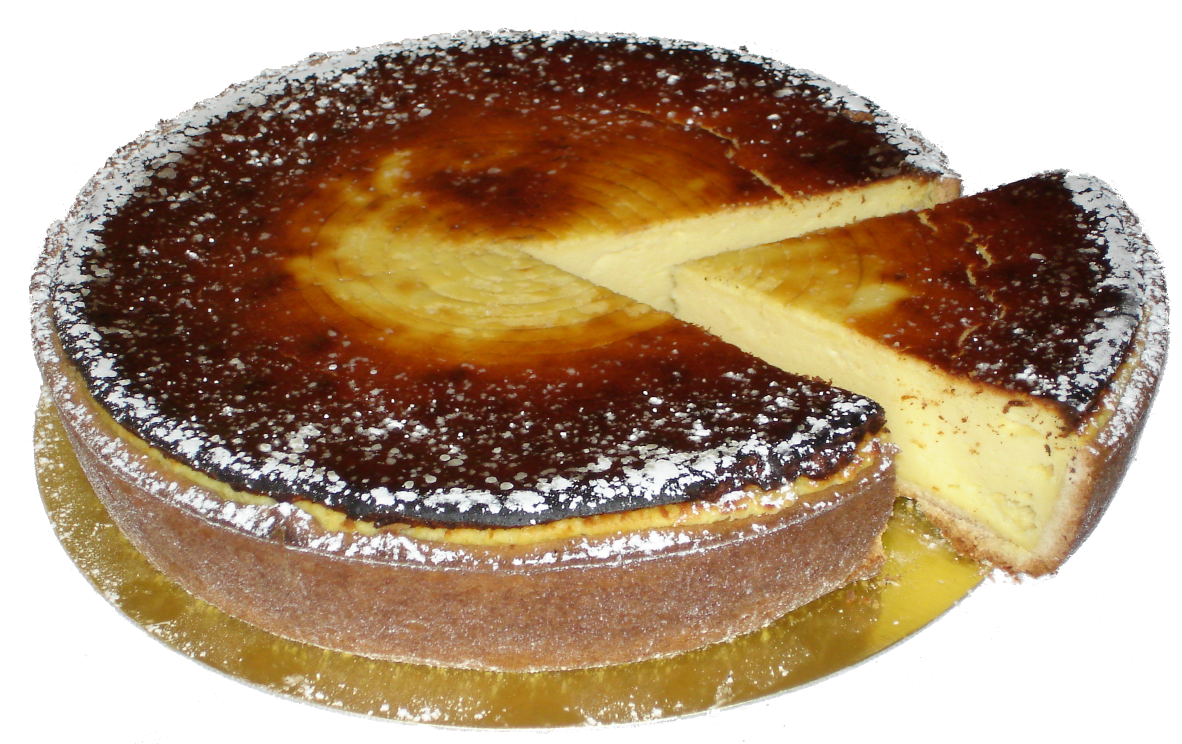
Francouzský sýrový koláč (tarte au fromage)
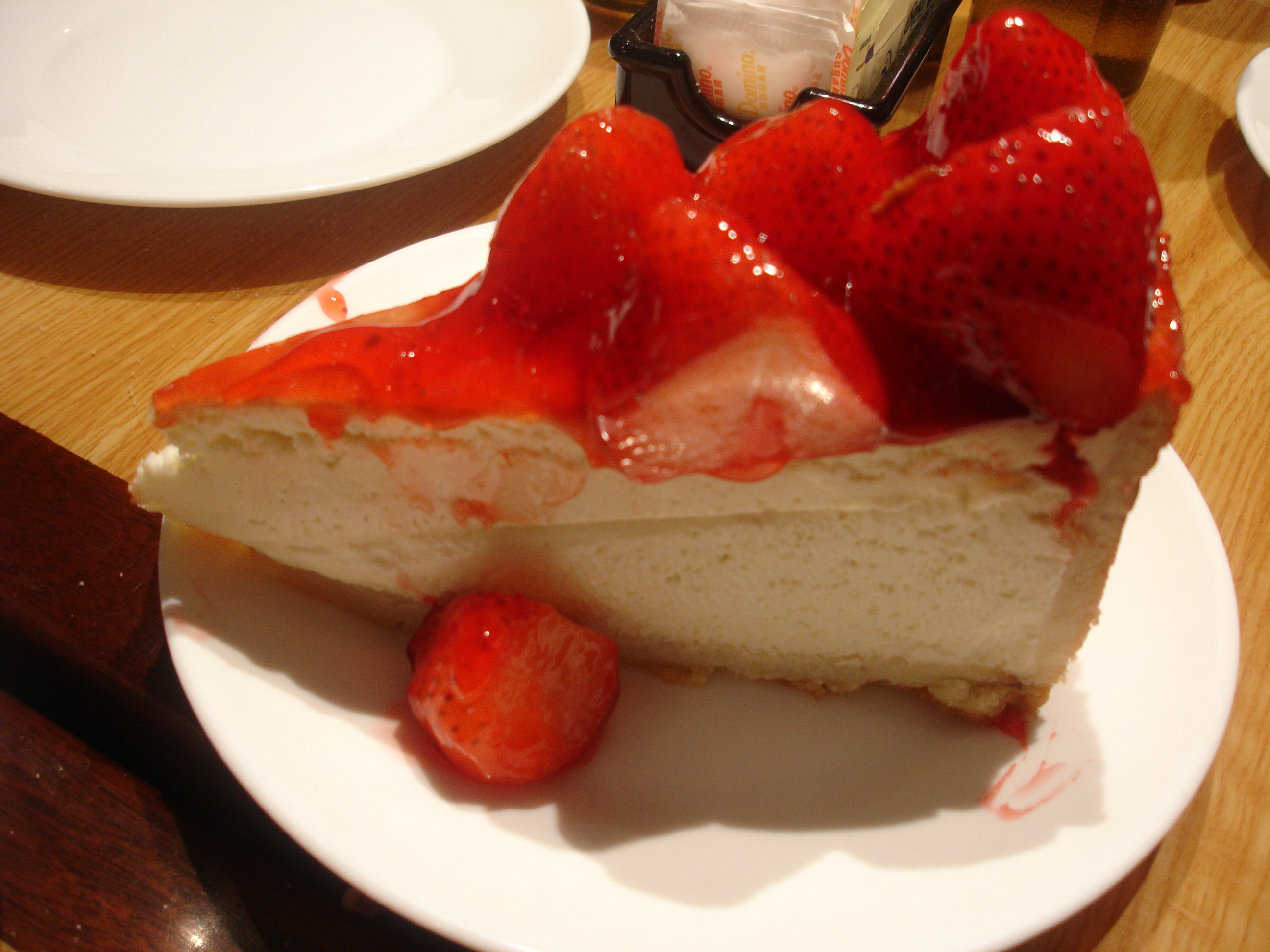
New York–style cheesecake s jahodami
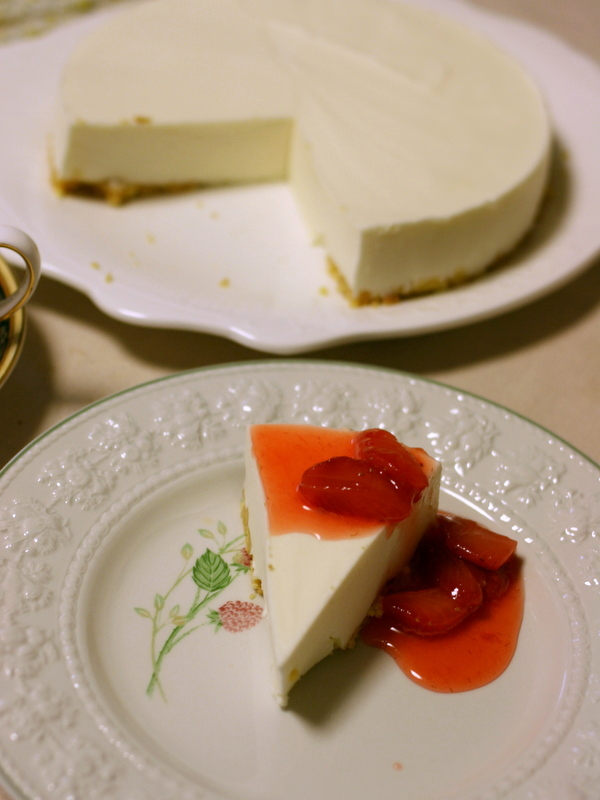
Japonský nepečený cheesecake s jahodovou omáčkou
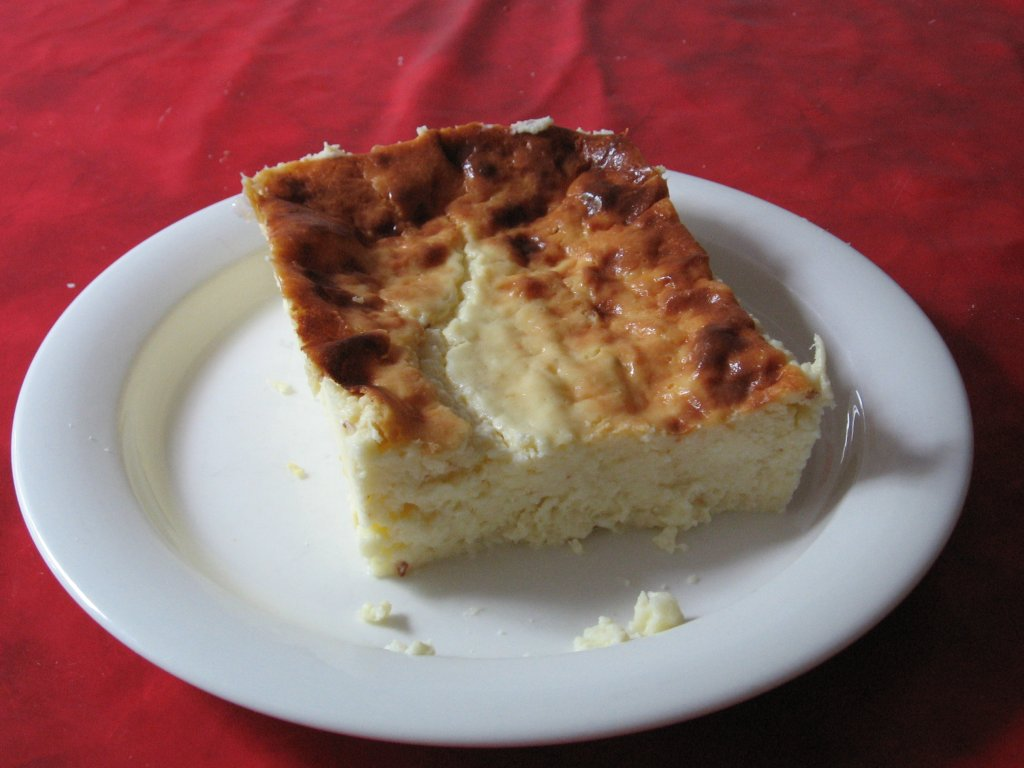
Švédská ostkaka
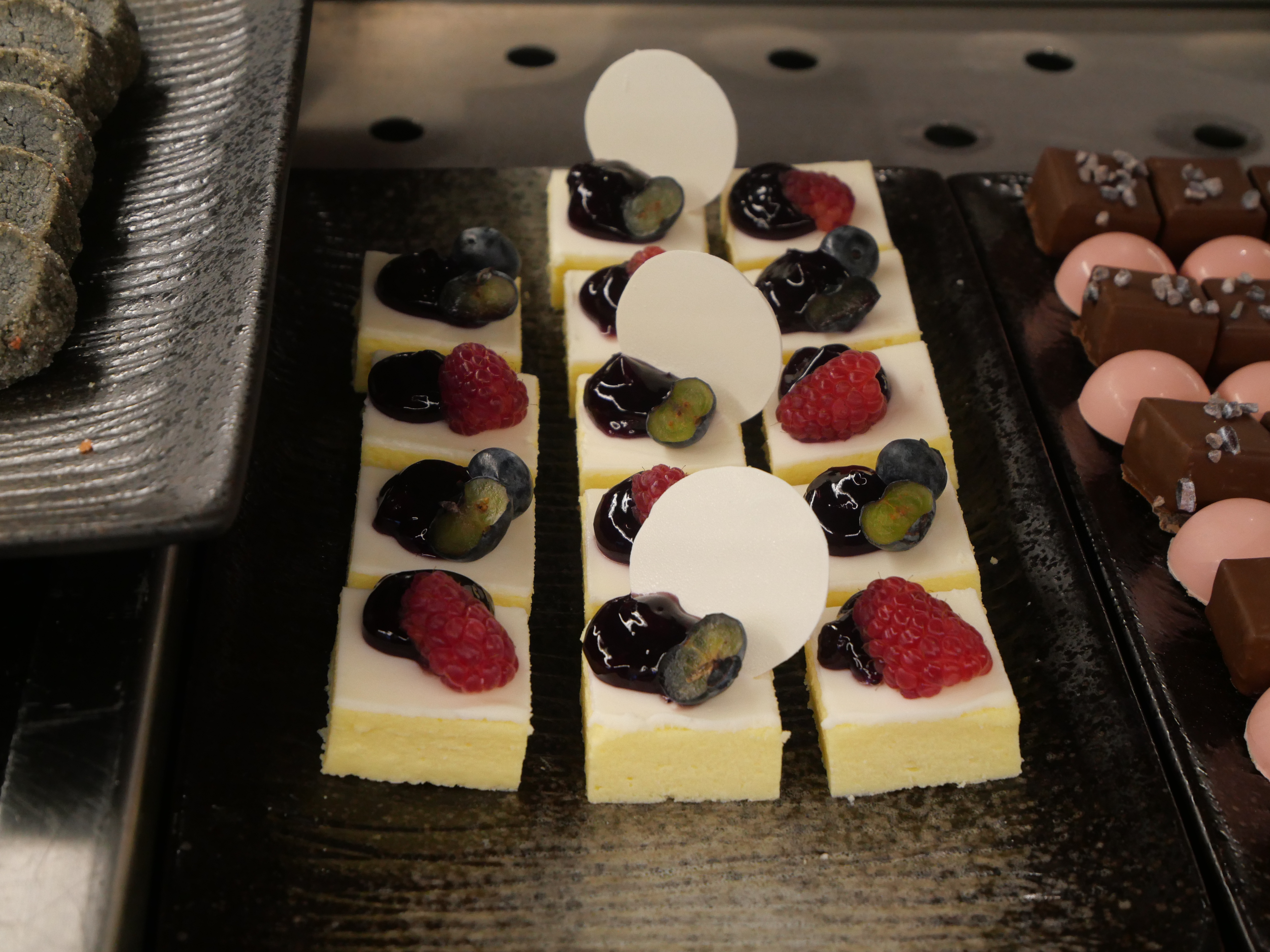
Sýrové koláčky z hongkongské restaurace Mandarin Oriental, 1963
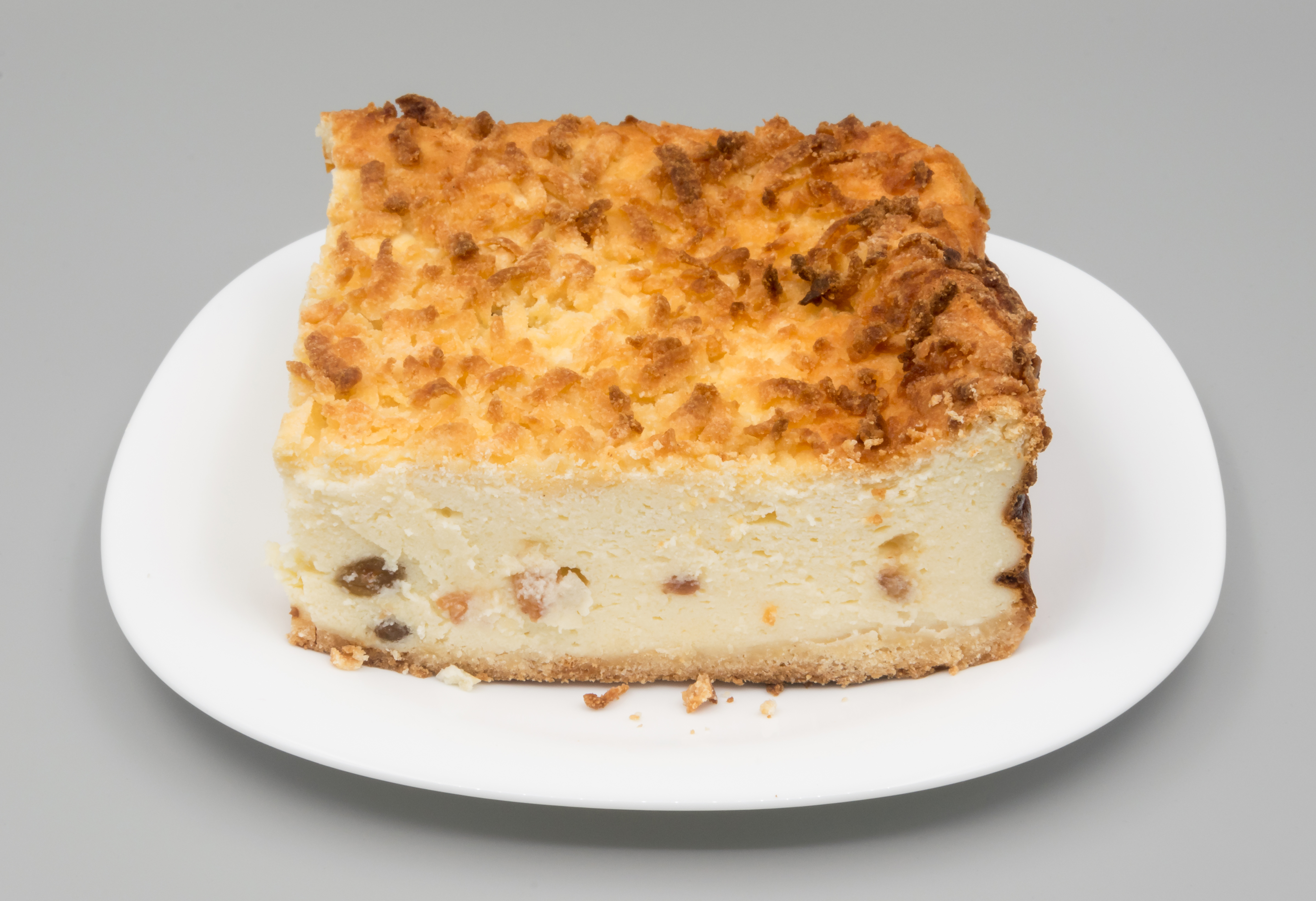
Polský sernik
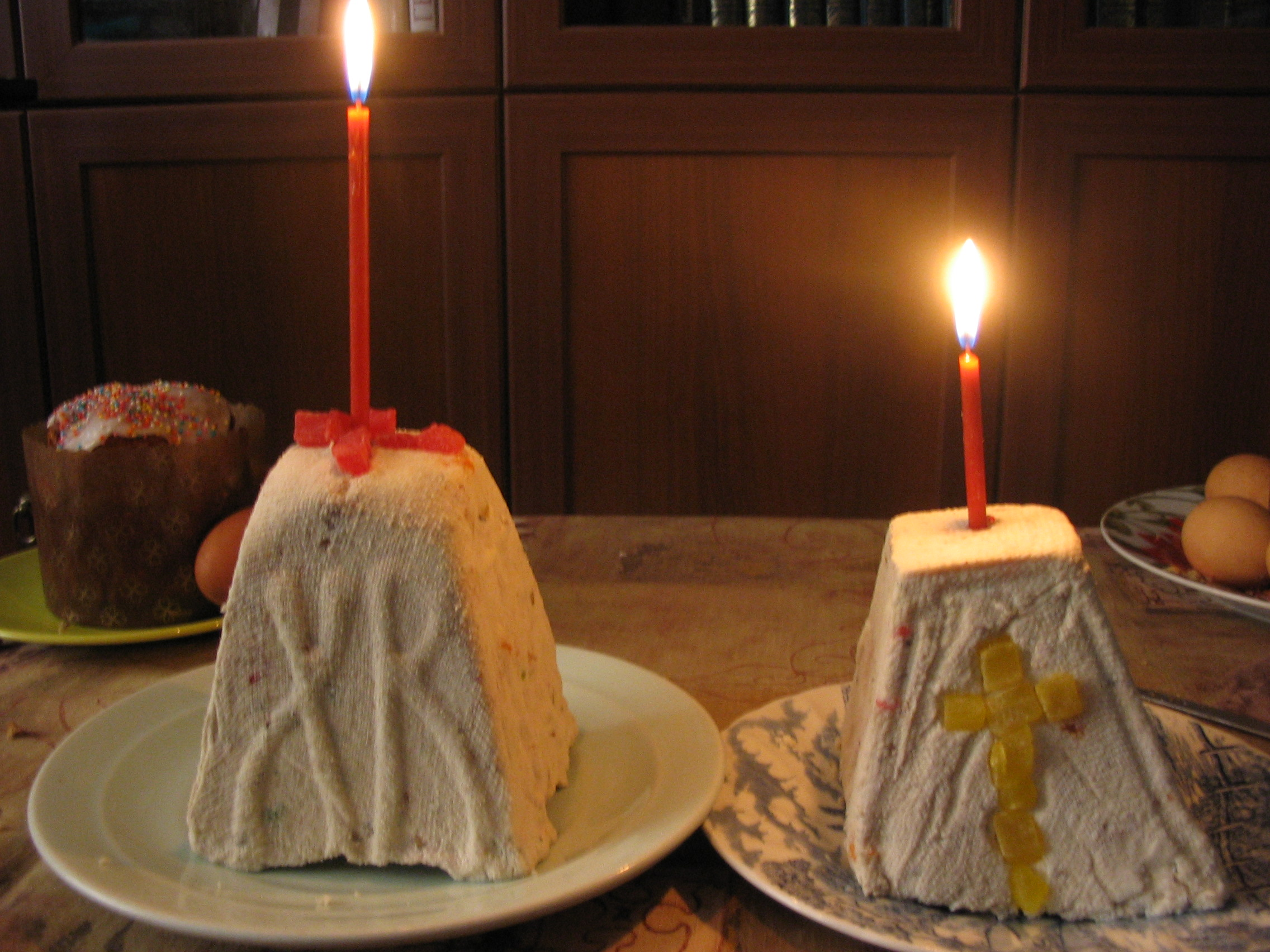
Ruská pascha